# Sezione retta
In geometria descrittiva la sezione retta di un determinato insieme {\displaystyle K} dello spazio tridimensionale indica la sezione di {\displaystyle K} eseguita con un piano che ha giacitura perpendicolare all'asse dell'insieme stesso. Generalmente, tale nozione ha significato per volumi solidi con delle proprietà geometriche particolari (per esempio una simmetria), che consentano di individuare tale asse senza ambiguità; ad esempio si parla di sezione retta nei casi di spazio delimitato, rispettivamente, da una quadrica (sia di rotazione circolare che ellittica), da un poliedro, da un angoloide o da un diedro. 
(Attualità della geometria descrittiva)

## Esempi espliciti
- La sezione retta di un diedro {\displaystyle K} formato da due piani incidenti {\displaystyle \alpha } e {\displaystyle \beta }, si ottiene con un piano che ha giacitura perpendicolare al piano bisettore di tale diedro.
- La sezione retta di un angoloide triedrico, viene ottenuta con un piano che ha giacitura perpendicolare alla retta bisettrice di tale angoloide.
- La sezione retta di una superficie di rotazione circolare ha giacitura perpendicolare all'asse di rotazione di tale superficie.

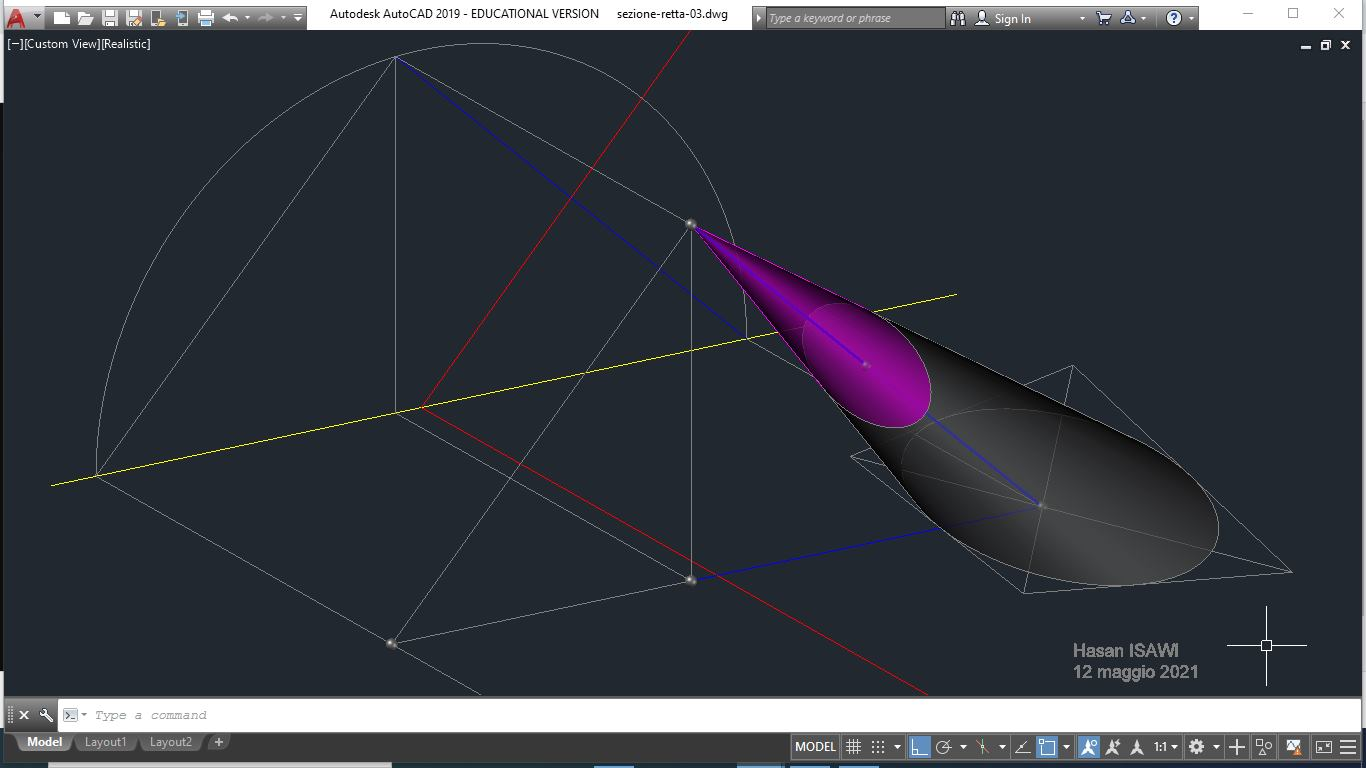
sezione retta di un cono quadrico generico